# Raniero Alliata di Pietratagliata
Raniero Alliata di Pietratagliata (Palermo, 9 giugno 1897 – 9 ottobre 1979) è stato un nobile, esoterista ed entomologo italiano.

## Biografia
Raniero Alliata di Pietratagliata era figlio di Luigi Alliata, riconosciuto nel 1903 Principe del Sacro Romano Impero, dei Duchi di Pietratagliata (ramo cadetto dei principi di Villafranca) e di Bianca Notarbartolo di Villarosa.
Molto nota è la sua collezione di insetti, comprendente quasi 90.000 esemplari suddivisi in ordini e famiglie per un totale di quasi 3.000 specie raccolte in Sicilia. La collezione, consta di 465 scatole entomologiche, è custodita presso il Museo Regionale di Storia Naturale di Terrasini (PA)  
La sua fama di "mago nero" , al pari del suo interesse per l'occultismo, la teosofia, lo spiritismo e i fenomeni paranormali lo accompagneranno fino alla morte, dandogli la fama di principe mago.
Nonostante il suo nome sia poco conosciuto, è stato una figura di riferimento per almeno due generazioni di intellettuali siciliani, fra cui Giuseppe Tomasi di Lampedusa, Lucio Piccolo, Gioacchino Lanza Tomasi e Bent Parodi.
Il suo interesse per le discipline occulte, l'esoterismo e la teosofia non devono sorprendere: esse erano  diffuse negli ambienti aristocratici palermitani di inizio novecento, a cui prenderanno parte lo stesso Giuseppe Tomasi di Lampedusa, i fratelli Piccolo e lo storico Corrado Fatta della Fratta. 
Abitò a Villa Alliata di Pietratagliata in via Serradifalco a Palermo, gioiello del neogotico palermitano, fatta costruire dal padre su progetto dell'architetto Francesco Paolo Palazzotto (Palermo 1849-1915).
La villa è stata abitata da Raniero Alliata (dalla quale dal 1925 quasi non uscì più, dopo una forte perdita al gioco) fino alla morte, avvenuta nel 1979. Oggi la villa e il suo giardino sono in fase di ristrutturazione.
Appassionato di arte in generale, soprattutto di quella antica e della pittura in particolare, anche su questa esercitò i suoi esperimenti magici creando strani quadri personalissimi, durante fenomeni di materializzazione medianica e di trance. Dovette produrre molto e in tipologie diverse, come può evincersi da certe fotografie fatte anni fa da Giuseppe Cappellani di disegni strani e interessanti (molti bellissimi uccelli in volo) e da quelli posseduti dalla Fondazione Famiglia Piccolo di Calanovella. Di lui pittore restano alcune tecniche miste a tempera, talora con pennellate di biacca, di soggetto estremamente pornografico, che rivelano tutte le contorsioni del suo spirito inquieto. Queste ultime opere sono state raccolte dall'intellettuale messinese Franz Riccobono e da questi donate alla Fondazione Famiglia Piccolo di Calanovella, che ha allestito a Capo d'Orlando una mostra permanente dedicata all'Eros di Raniero Alliata, all'interno del centro culturale dedicato a Bent Parodi di Belsito, che è stata inaugurata a dicembre 2022. Della mostra è stato realizzato un catalogo, all'interno del quale sono presenti contributi di Andrea Pruiti Ciarello, Anna Maria Ruta, Alberto Samonà, Simona Cigliana, Giorgio Di Genova, Carmen Farina Riccobono, Anna Maria Corradini, Edoardo Fontana, Aldo Gerbino e uno scritto postumo di Franz Riccobono.
[1] In una cartolina da Atene del 22 agosto 1922 a Casimiro Piccolo di Calanovella riproducente una balaustra del Teatro di Dioniso si dice entusiasta della bellezza dei particolari e di tutta Atene.